# Cuth Harrison
Thomas Cuthbert „Cuth“  Harrison (* 6. Juli 1906 in Sheffield, England; † 21. Januar 1981 ebenda) war ein britischer Automobilrennfahrer.

## Karriere
Er fuhr drei Formel-1-WM-Rennen in der Saison 1950 für das britische ERA-Team, darunter auch das Debütrennen um den Großen Preis von Großbritannien in Silverstone, das er mit dem siebten Platz abschloss. Darüber hinaus nahm Harrison von 1947 bis 1950 an 28 nicht zur Weltmeisterschaft zählenden Formel-1-Läufen teil. In den anderen beiden Grands Prix, die er bestritt, schied er aus. Nach seiner Motorsportkarriere gründete er die TCHarrison Ford Garage.

## Statistik

### Statistik in der Automobil-Weltmeisterschaft

#### Gesamtübersicht
| Saison | Team          | Chassis    | Motor       | Rennen | Siege | Zweiter | Dritter | Poles | schn. Rennrunden | Punkte | WM-Pos. |
| ------ | ------------- | ---------- | ----------- | ------ | ----- | ------- | ------- | ----- | ---------------- | ------ | ------- |
| 1950   | Cuth Harrison | ERA B-Type | ERA 1.5 L6s | 3      | −     | −       | −       | −     | −                | −      | NC      |
| Gesamt | Gesamt        | Gesamt     | Gesamt      | 3      | −     | −       | −       | −     | −                | −      |         |

#### Einzelergebnisse
| Saison | 1   | 2 | 3 | 4 | 5 | 6   | 7 |
| ------ | --- | - | - | - | - | --- | - |
| 1950   |     |   |   |   |   |     |   |
| 7      | DNF |   |   |   |   | DNF |   |

| Legende  | Legende            | Legende                                                          |
| Farbe    | Abkürzung          | Bedeutung                                                        |
| -------- | ------------------ | ---------------------------------------------------------------- |
| Gold     | –                  | Sieg                                                             |
| Silber   | –                  | 2. Platz                                                         |
| Bronze   | –                  | 3. Platz                                                         |
| Grün     | –                  | Platzierung in den Punkten                                       |
| Blau     | –                  | Klassifiziert außerhalb der Punkteränge                          |
| Violett  | DNF                | Rennen nicht beendet (did not finish)                            |
| Violett  | NC                 | nicht klassifiziert (not classified)                             |
| Rot      | DNQ                | nicht qualifiziert (did not qualify)                             |
| Rot      | DNPQ               | in Vorqualifikation gescheitert (did not pre-qualify)            |
| Schwarz  | DSQ                | disqualifiziert (disqualified)                                   |
| Weiß     | DNS                | nicht am Start (did not start)                                   |
| Weiß     | WD                 | zurückgezogen (withdrawn)                                        |
| Hellblau | PO                 | nur am Training teilgenommen (practiced only)                    |
| Hellblau | TD                 | Freitags-Testfahrer (test driver)                                |
| ohne     | DNP                | nicht am Training teilgenommen (did not practice)                |
| ohne     | INJ                | verletzt oder krank (injured)                                    |
| ohne     | EX                 | ausgeschlossen (excluded)                                        |
| ohne     | DNA                | nicht erschienen (did not arrive)                                |
| ohne     | C                  | Rennen abgesagt (cancelled)                                      |
| ohne     | keine WM-Teilnahme |                                                                  |
| sonstige | P/fett             | Pole-Position                                                    |
| sonstige | 1/2/3/4/5/6/7/8    | Punktplatzierung im Sprint-/Qualifikationsrennen                 |
| sonstige | SR/kursiv          | Schnellste Rennrunde                                             |
| sonstige | *                  | nicht im Ziel, aufgrund der zurückgelegten Distanz aber gewertet |
| sonstige | ()                 | Streichresultate                                                 |
| sonstige | unterstrichen      | Führender in der Gesamtwertung                                   |